# Temporada 1970-71 de los Seattle SuperSonics
La temporada 1970-71 fue la cuarta de los Seattle SuperSonics en la NBA. La temporada regular acabó con 38 victorias y 44 derrotas, ocupando el octavo puesto de la conferencia Oeste, no logrando clasificarse para los playoffs.

## Elecciones en elDraft
| Ronda | Puesto | Jugador    | Posición  | Nacionalidad   | Universidad            |
| ----- | ------ | ---------- | --------- | -------------- | ---------------------- |
| 1     | 6      | Jim Ard    | Ala-Pívot | Estados Unidos | Cincinnati             |
| 2     | 20     | Jake Ford  | Base      | Estados Unidos | Maryland Eastern Shore |
| 2     | 22     | Pete Cross | Ala-Pívot | Estados Unidos | San Francisco          |
| 3     | 40     | Gar Heard  | Alero     | Estados Unidos | Oklahoma               |

## Temporada regular
| División Pacífico        | División Pacífico | División Pacífico | División Pacífico | División Pacífico | División Pacífico | División Pacífico | División Pacífico | División Pacífico |
| Equipo                   | G                 | P                 | %                 | PD                | Casa              | Fuera             | Neutral           | Div               |
| ------------------------ | ----------------- | ----------------- | ----------------- | ----------------- | ----------------- | ----------------- | ----------------- | ----------------- |
| y-Los Angeles Lakers     | 48                | 34                | .585              | –                 | 30–11             | 17–22             | 1–1               | 15–7              |
| x-San Francisco Warriors | 41                | 41                | .500              | 7                 | 20–18             | 19–21             | 2–2               | 12–10             |
| San Diego Rockets        | 40                | 42                | .488              | 8                 | 24–15             | 15–26             | 1–1               | 14–8              |
| Seattle SuperSonics      | 38                | 44                | .463              | 10                | 27–13             | 11–30             | 0–1               | 10–14             |
| Portland Trail Blazers   | 29                | 53                | .354              | 19                | 18–21             | 9–26              | 2–6               | 3–15              |

## Estadísticas
| Rk | Jugador         | Edad | P  | PT | MP   | TC   | TCI  | %TC  | TL  | TLI | %TL  | RB   | AS  | FP  | PTS  |
| -- | --------------- | ---- | -- | -- | ---- | ---- | ---- | ---- | --- | --- | ---- | ---- | --- | --- | ---- |
| 1  | Lenny Wilkens   | 33   | 71 |    | 37.2 | 6.6  | 15.8 | .419 | 6.5 | 8.1 | .803 | 4.5  | 9.2 | 2.8 | 19.8 |
| 2  | Bob Rule        | 26   | 4  |    | 35.5 | 11.8 | 24.5 | .480 | 6.3 | 7.5 | .833 | 11.5 | 1.8 | 3.5 | 29.8 |
| 3  | Spencer Haywood | 21   | 33 |    | 35.2 | 7.9  | 17.5 | .449 | 4.8 | 6.6 | .734 | 12.0 | 1.5 | 2.5 | 20.6 |
| 4  | Dick Snyder     | 26   | 82 |    | 34.4 | 7.9  | 14.8 | .531 | 3.7 | 4.4 | .837 | 3.1  | 4.3 | 3.0 | 19.4 |
| 5  | Pete Cross      | 22   | 79 |    | 27.8 | 3.1  | 7.0  | .442 | 1.8 | 2.6 | .690 | 12.0 | 1.4 | 2.7 | 8.0  |
| 6  | Don Kojis       | 32   | 79 |    | 27.1 | 5.7  | 12.9 | .446 | 3.2 | 4.1 | .778 | 5.5  | 1.6 | 2.8 | 14.6 |
| 7  | Tom Meschery    | 32   | 79 |    | 23.1 | 3.6  | 7.8  | .463 | 2.1 | 2.7 | .750 | 6.1  | 1.4 | 2.6 | 9.3  |
| 8  | Don Smith       | 24   | 61 |    | 20.9 | 4.3  | 9.8  | .441 | 2.3 | 3.1 | .739 | 7.7  | 0.7 | 1.9 | 10.9 |
| 9  | Lee Winfield    | 23   | 79 |    | 20.3 | 4.2  | 9.1  | .466 | 2.1 | 3.1 | .664 | 2.4  | 2.8 | 1.7 | 10.5 |
| 10 | Barry Clemens   | 27   | 78 |    | 16.5 | 3.2  | 6.7  | .470 | 1.1 | 1.5 | .728 | 3.1  | 1.2 | 2.2 | 7.4  |
| 11 | Gar Heard       | 22   | 65 |    | 15.8 | 2.3  | 6.1  | .381 | 1.3 | 1.9 | .656 | 5.0  | 0.7 | 1.9 | 5.9  |
| 12 | Tom Black       | 29   | 55 |    | 14.1 | 2.0  | 4.9  | .414 | 0.9 | 1.3 | .699 | 4.1  | 0.8 | 2.1 | 5.0  |
| 13 | Jake Ford       | 25   | 5  |    | 13.6 | 1.8  | 5.0  | .360 | 3.2 | 4.4 | .727 | 1.8  | 1.8 | 2.2 | 6.8  |
| 14 | Rod Thorn       | 29   | 63 |    | 12.2 | 2.2  | 4.7  | .472 | 1.1 | 1.6 | .676 | 1.6  | 2.9 | 1.0 | 5.6  |

## Galardones y récords
| Jugador       | Galardón                       |
| Lenny Wilkens | All-Star MVP del All-Star Game |